# Стратегічний менеджмент
Стратегі́чний ме́неджмент (стратегічне управління) — це процес оцінки зовнішнього середовища, формулювання організаційних цілей, ухвалення рішень, направлених на створення і утримання конкурентних переваг, здатних забезпечити бізнесу прибуток в довгостроковій перспективі.
Стратегічний менеджмент — це, перш за все безперервний процес, а не одноразове зусилля по розробці стабільного стратегічного плану.
Він починається з оцінки ситуації зовні і всередині компанії, вироблення можливих напрямів застосування сил компанії, вибору якнайкращою з виявлених альтернатив і розробки докладного тактичного плану, направленого на поетапне здійснення вибраної стратегії.
Здійснення вибраної стратегії вимагає постійного моніторингу змін навколишнього зовнішнього і внутрішнього середовища і відповідною даним змінам корекції самої стратегії.

## Стратегічне управління комерційними організаціями

### Передумови виникнення стратегічного управління
Хоча управління як вид діяльності людини існує дуже давно, але усвідомлення необхідності систематизації досвіду в цій сфері відбулося лише на початку XX століття. Поштовхом для осмислення того, що управління повинно ґрунтуватися на об'єктивних наукових засадах стала опублікована в 1911 р. книга Фредеріка Тейлора «Принципи наукового управління». Тейлор на конкретних прикладах показав можливість підняття продуктивності праці в кілька разів шляхом стандартизації інструментів і методів виконання робіт та шляхом спеціалізації управлінської діяльності — замість одного майстра вводяться декілька майстрів-спеціалістів, інструкторів, інспекторів з якості. Майстри за допомогою наукових методів постійно здійснюють пошук нових та ефективніших способів виконання операцій, потім складають письмові інструкції та навчають передовим методам робітників. За продуктивну і якісну роботу робітники винагороджуються підвищеною платнею та преміями.

В 1916 р. основоположник класичної (адміністративної) системи управління Анрі Файоль публікує працю «Загальне і промислове управління» (фр. Administration Industrielle et générale), де він систематизує основні функції управління, основні принципи управління та основні елементи управління. Наведена класифікація з певними доповненнями і уточненнями використовується і досі.
Елементи управління за Файолем:
1. Передбачення (постановка цілей і створення програми дій для їх досягнення);
2. Організовування (побудова організаційної структури, розподіл повноважень та обов'язків, відбір персоналу виходячи з його професійних якостей, навчання персоналу);
3. Розпорядництво (реалізація планів);
4. Координація (взаємне узгодження діяльності всіх підрозділів та гармонійне пристосування всіх наявних засобів для досягнення цілей організації);
5. Контроль (перевірка виконання планів та наказів, виявлення помилок і їх виправлення).

Функції управління за Файолем, які покладені в основу класичної (функціональної) організаційної структури:
1. Технічна функція (виробництво продукції);
2. Комерційна функція (купівля, продаж, обмін);
3. Фінансова функція (залучення і ефективне використання фінансових коштів);
4. Страхова функція (зменшення ризиків від непередбачуваних обставин);
5. Облікова функція (фіксація реального стану справ на підприємстві, бухгалтерія, статистика);
6. Адміністративна функція (5 елементів управління наведених вище).

Загальні принципи управління за Файолем:
1. Розподіл праці;
2. Влада (повноваження і відповідальність);
3. Дисципліна;
4. Командування, єдність розпорядження;
5. Єдність керівництва;
6. Підпорядкування приватних інтересів загальним;
7. Справедлива винагорода;
8. Баланс між централізацією і децентралізацією;
9. Ієрархія, вертикаль влади (але для ефективної роботи необхідні і горизонтальні звя'зки);
10. Порядок;
11. Справедливість;
12. Постійність складу персоналу;
13. Ініціатива;
14. Єднання персоналу.

Приблизно в цей же час Макс Вебер описує «найдосконалішу» форму управління — раціональну бюрократію, яка має такі характеристики:
1. працівники підкоряються лише об'єктивним службовим обов'язкам;
2. незмінна чиновницька ієрархія;
3. постійні службові компетенції;
4. робота за контрактом;
5. професійна кваліфікація (екзамен, наявність відповідного диплома);
6. постійна зарплата;
7. єдине місце роботи;
8. кар'єрне просування в залежності від терміну служби або від успіхів у роботі;
9. робота «відокремлена від засобів управління» і без привласнення робочого місця;
10. підкорення суворій дисципліні і контролю.

Вже в 30-х роках XX століття в США більша частина великих підприємств безпосередньо управляється не одноосібними власниками і їх сім'ями, а контролюється найманими менеджерами або через механізми акціонерної власності (відбувається «менеджерська революція»). Під час великої депресії в США консультанти з ефективної організації виробництва в основному займались реорганізацією підприємств, які перебували на межі банкрутства. Набутий практичний досвід призвів до висновку, що життєздатність компаній залежить не тільки від ефективності виконання роботи працівниками і від наявності сучасних верстатів та технологій, а й від ефективної діяльності вищого керівництва підприємства. В цей час був сформований принцип, відповідно до якого основна причина довгострокового існування компанії знаходиться поза її межами, головне, щоб результат діяльності компанії був потрібен споживачам. Зовнішнє середовище компанії постійно змінюється, причому зміни носять як сприятливий характер так і загрози, постійно змінюються і потреби споживачів. Якщо конкурент швидше зреагує на побажання клієнтів, то саме він виживе в цьому змаганні. Дослідникам ці обставини дали привід провести аналогію з біологічними системами і виживанням в них. Як наслідок головним завданням вищого керівництва повинно бути управління змінами в компанії з метою адаптації внутрішнього середовища відповідно до змін у зовнішньому середовищі. Відправною точкою для прийняття правильних «адаптаційних» рішень повинна бути «місія організації», сформульована з точки зору вимог зовнішнього середовища (зокрема споживачів). Остаточно сформулював цю концепцію в 1957 р. Філіп Селзнік у книзі «Керівництво в адміністрації: Соціологічна інтерпретація». Наслідком осмислення організації як відкритої системи було створення методу SWOT-аналізу (аналіз слабких і сильних сторін внутрішнього середовища організації та сприятливих можливостей і загроз з боку зовнішнього середовища). Згодом консультування щодо реорганізації виробництва поступово переросло в консультування для ефективної організації загальної діяльності компаній і виникла професія управлінський консалтинг, призначенням якої є надання вищому керівництву організацій допомоги в створенні та вдосконаленні системи стратегічного управління, розробці стратегій і проведенні організаційних змін.

В 1954 році Пітер Друкер в книзі «Практика менеджменту» запропонував концепцію управління за цілями (management by objectives, MBO). Відповідно до цієї концепції організація буде діяти більш ефективно, якщо в ній створено чітку ієрархічну систему цілей, де кожен наступний рівень цілей сприяє досягненню цілей вищого рівня, а всі окремі цілі разом узяті повинні бути скоординованими між собою, та такими що забезпечують досягнення загальних цілей організації. При цьому складність системи контролю та самоконтролю повинна знаходитись в межах необхідних для досягнення цілей організації, контроль не повинен бути самоціллю.

В 50-х роках, після другої світової війни, з одного боку відбувалась конверсія військового виробництва, з іншого почалась холодна війна і постали нові вимоги до розробки складної військової техніки та озброєнь. На вимогу військових запроваджувались нові методи організації і управління високотехнологічними проектами, в яких брали участь велика кількість підрядників — широко почали використовуватись органістичні організаційні структури, які створювались (адаптувались) індивідуально під окремий проект (матричні та проектні організаційні структури), були розроблені нові методи з використанням ЕОМ, широко почали застосовуватись математичні методи прийняття оптимальних рішень.

Післявоєнна ж конверсія та зазначені вище обставини застосування системного підходу сприяли створенню концепції маркетингу — відповідно до якої завданням організації повинно буди виявлення і задоволення потреб споживачів на цільових ринках кращим способом, ніж у конкурентів. З маркетингової точки зору раніше існували концепції, які концентрували увагу лише на внутрішніх факторах організації: концепція вдосконалення виробництва; концепція вдосконалення товару; концепція інтенсифікації комерційних зусиль. 

В 1962 році Альфред Чандлер опубліковує книгу «Стратегія і структура: Глави з історії американських промислових підприємств» в якій він ґрунтуючись на фактичних даних про результати діяльності великих корпорацій дійшов висновку, який став основою стратегічного управління: «Структура визначається стратегією» (англ. Structure follows Strategy). В випадку, якщо структура не відповідає стратегії, тоді підприємство діє неефективно.

Систематизував попередні підходи і поклав початок концепції стратегічного управління Ігор Ансов (Igor Ansoff) в класичній роботі «Корпоративна стратегія».

В 80-х роках XX століття відбулось стрімке зростання японської економіки завдяки специфічній культурі і концентрації уваги на системах управління якістю, відповідно організаційна (корпоративна) культура і системи управління якістю потрапили до сфери відповідальності стратегічного управління.
| Час (приблизно)                       | Управлінські концепції |
| До XIX століття                       | Інтуїція, накопичений практичний досвід |
| Кінець XIX ст. — 20-ті роки XX ст.    | Механістична концепція наукової організації виробництва, бюджетне планування |
| 20-ті роки XX ст. — 30-ті роки XX ст. | Адміністративне управління (принципи управління по Файолю, функціональна організаційна структура, концепція раціональної бюрократії) |
| 30-ті роки XX ст. — 50-ті роки XX ст. | Застосування концепції людських відносин, методи дослідження операцій |
| 50-ті роки XX ст. — 60-ті роки XX ст. | Довгострокове планування (планування від досягнутого), початок застосування процесного управління, початок застосування наук про поведінку (теорії мотивацій), початок використання проектних і матричних організаційних структур та методів сітьового планування, розвиток методів дослідження операцій                                                |
| 60-ті роки XX ст. — 70-ті роки XX ст. | Стратегічне планування, застосування системного підходу, концепція маркетингу |
| З 70-х років XX ст.                   | Стратегічне управління (концентрація управління на досягненні цілей, а не на процесі планування, застосування ситуаційного підходу, розуміння необхідності впливати на організаційну культуру, широке впровадження наукових методів обґрунтування рішень та впровадження технічних засобів і інформаційних систем для підтримки управлінського процесу) |

### Складові частини стратегічного управління

#### Загальне призначення організації
Призначення (Місія) відображає сенс існування організації як одного з елементів надсистеми і відповідає на питання:
- Чим організація займається?
- Кому потрібні результати діяльності організації за її межами (в зовнішньому середовищі)?
- Які принципи і цінності сповідуються організацією?

Усвідомлення і формальне визначення призначення організації є обов'язковою умовою для розробки ефективної системи керування. Це необхідно зробити щоб мінімізувати вплив окремих суб'єктивних цілей зацікавлених осіб, які вносять дезорганізуючий вплив. Діяльність зацікавлених осіб повинна відповідати принципу «використовуй (організацію) за призначенням» — особисті цілі можуть бути тільки якщо вони узгоджуються з призначенням і цілями організації. Якщо організація буде ефективно функціонувати, то як наслідок, будуть у виграші всі : 1) споживачі, які задовольняють свої потреби якісними товарами і послугами; 2) власники, які отримують від задоволених споживачів прибуток; 3)керівники, які отримують свою частку від прибутку; 4)звичайні працівники, які отримують заробітну плату і яку їм платить той самий задоволений споживач, а не власник і не керівник! (приклад для комерційної організації).
Необхідність розуміння «призначення» певних речей проявляється в відомих висловах :
- «Забивати цвяхи мікроскопом» ,
- «Забивати цвяхи комп'ютером»,
- «Найсучасніша техніка в руках „дикунів“ — це груда металобрухту»

#### Цілі організації
Цілі організації — це конкретний кінцевий стан чи бажані результати, яких організація намагається досягнути. Призначення та цілі мають між собою таке ж співвідношення як і поняття «абстрактне» та «конкретне». Метою керівників є створення відповідно до призначення організації чіткої структури цілей, відносно якої можна вибудувати організаційний механізм по досягненню цих цілей. Структура цілей, що отримала назву «дерево цілей» має ієрархічний вигляд, на найвищому рівні якого знаходиться призначення організації. Для того, щоб цілі могли виконати свою організуючу, спрямовуючу, мобілізуючу роль, вони повинні відповідати певним вимогам:
- цілі повинні бути конкретними і ясно зрозумілими для виконавців ;
- цілі повинні бути такі, щоб їх можна було кількісно і/або якісно виміряти чи оцінити з метою встановлення контролю над виконанням;
- цілі повинні бути реально досяжними (науково обґрунтованими);
- цілі повинні мати конкретні терміни для їх досягнення.

При стратегічному управлінні оперують з довгостроковими цілями, що мають горизонт планування понад п'ять років.

#### Стратегічний аналіз
Функція стратегічного аналізу полягає в забезпечені осіб які приймають рішення всебічною аналітичною інформацією про поточний стан справ в організації і поза її межами та прогнозом на майбутнє. Основні складові стратегічного аналізу:
1. аналіз зовнішнього середовища (пошук існуючих або ймовірних загроз та сприятливих можливостей);
  - зовнішнє середовище безпосереднього впливу :
    - споживачі;
    - конкуренти;
    - постачальники;
    - партнери;
    - профспілки;

  - зовнішнє середовище непрямого впливу:
    - загальний економічний стан в державі;
    - політика;
    - правові фактори (законодавство);
    - науково-технічний прогрес, техніка та технології;
    - соціально-культурні фактори (суспільні цінності, громадська думка);
    - демографічна ситуація;
    - екологічні фактори;
    - географічні фактори;
    - міжнародні фактори;
2. аналіз внутрішнього середовища (визначення слабких та сильних сторін організації):
  - призначення організації, структура цілей, стратегія;
  - організаційна структура;
  - людський потенціал, кваліфікація, досвід, організаційна культура, система мотивації;
  - виробничий потенціал, технології;
  - система управління, інформаційна система, система контролю;
  - фінансовий стан;
  - маркетинг, конкурентоспроможність організації;
  - інноваційна діяльність, рівень науково-дослідних та дослідно-конструкторських робіт;
3. аналіз результатів стратегічного контролю (діагностика причин невиконання стратегічних планів).

Найпоширеніші методи стратегічного аналізу: SWOT-аналіз, PEST-аналіз, портфельний аналіз.

#### Необхідність організаційних змін
Особи, які наділені відповідними повноваженнями (керівники), отримавши адекватну аналітичну інформацію про нові сприятливі можливості та загрози, сильні та слабкі сторони організації, причини невиконання стратегічних планів, приймають рішення про необхідність змін і встановлюють нові або коректують існуючі цілі.

#### Системний аналіз
Функція системного аналізу — розробка обґрунтованих управлінських рішень при розв'язанні складних слабоструктурованих задач.
Складові частини системного аналізу:
1. аналіз — поділ складного завдання на сукупність простих компонентів (елементів) і пошук можливих способів реалізації кожного елемента окремо;
2. синтез — пошук способів реалізації всього завдання як сукупності взаємопов'язаних і сумісних між собою елементів (точніше — «способів реалізацій елементів» які були отримані на етапі аналізу).

Для того щоб знайти оптимальні рішення використовують інтегральні критерії оцінки, які враховують вклад кожного елемента в загальний результат. Щоб об'єктивно визначити оцінки створюються моделі варіантів рішень і здійснюється відповідне моделювання (прогнозування) різних сценаріїв розвитку подій.
При оцінюванні окремих елементарних складових широко застосовується методологічний інструментарій теорії операцій, статистики, лінійного, нелінійного, динамічного програмування та ін.

#### Стратегічний вибір
Стратегічний вибір — узгодження і прийняття стратегічних рішень уповноваженими на це особами (керівниками). Однією з проблем на даному етапі вважають прийняття рішень які не мають конкретного управлінського змісту (відсутні конкретні цілі), наприклад, рішення: «прискорити розвиток», «збільшити показники», «посилити вимоги» і т. ін. Такі «рішення» отримали назву псевдорішення.

#### Стратегія
Стратегія — детальний всебічний комплексний план, який забезпечує здійснення призначення організації та досягнення цілей.
Завданням на цьому етапі є розробка комплексного стратегічного плану, який в свою чергу може складатися з окремих стратегічних планів, стратегічних програм, стратегічних проектів, спрямованих на досягнення окремих стратегічних цілей. Складовою стратегії також повинен бути план по організації стратегічного контролю, повинні бути встановлені показники і критерії оцінки вирішальних етапів реалізації стратегії.

#### Організовування
Після вибору стратегічних цілей і розробки планів по їх досягненню починається стадія реалізації:
- Організовування — створення такої нової організаційної структури (або реорганізація), яка б змогла реалізувати плани найкращим чином та досягати встановлених цілей (принцип «Структура визначається стратегією»). Також здійснюється підбір людей (можливо з попереднім звільненням попередників), делегування завдань і розподіл повноважень.
- Відповідно до стратегічних планів встановлюються тактичні цілі (перспектива до 5 років) і здійснюється розробка планів по їх досягненню. Таким чином формується наступний рівень ієрархії в структурі цілей.
- На основі стратегічних і тактичних планів формується політика, як орієнтир, що вказує на санкціоновані способи досягнення цілей. Якщо передбачається неодноразове повторення конкретних задач, то послідовність їх вирішення оформлюють в вигляді стандартних процедур. Для особливо важливих специфічних ситуацій розробляють правила, які визначають однозначний спосіб дій і виключають будь-які непередбачені способи виконання завдань.

#### Мотивація
Мотивація — спонукання співробітників організації на виконання задач, які їм були делеговані і на реалізацію прийнятих планів.
Найстарішим і найвідомішим методом мотивації є метод батога і пряника.
Сучасні методи ґрунтуються на використанні теорій мотивації:
- Теорія Маслоу
- Теорія МакКлеланда
- Теорія Герцберга
- Теорія очікування
- Теорія справедливості

Також звертається увага на неформальну складову взаємовідносин в організації — цінності та філософія які сповідуються співробітниками, неформальна поведінка, міфи та історії які поширюються і т. ін. Все це формує організаційну культуру. Цей чинник потребує уваги та цілеспрямованого впливу, і особливо при проведенні організаційних змін. Метою керівників повинно бути створення організаційної культури, яка б сприяла досягненню цілей організації.

#### Поточна діяльність
Відповідно до тактичних планів встановлюються короткострокові цілі (річні, на місяць) та плани по їх досягненню. Головним плановим документом виступає бюджет, де зазначені конкретні величини ресурсів, які виділяються на безпосереднє виконання всіх планів (поточних, тактичних, стратегічних).

#### Стратегічний контроль
Контроль — процес забезпечення досягнення організацією своїх цілей.
Контроль повинен бути:
- спрямованим на досягнення стратегічних цілей;
- відповідати змісту контрольованої діяльності;
- об'єктивним;
- безперервним;
- своєчасним;
- простим і економічно виправданим;
- повинен враховувати поведінку виконавців орієнтовану на контроль.

## Військове стратегічне управління
Дивіться: Військова стратегія